# Carregal
Carregal é uma povoação portuguesa sede da freguesia homónima do município de Sernancelhe, freguesia com 19,73 km² de área e 420 habitantes (censo de 2021), tendo, por isso, uma densidade populacional de 21,3 hab./km².
Pertenceu ao extinto concelho de Caria até 1855.

## Demografia
A população registada nos censos foi:
| Distribuição da População por Grupos Etários | Distribuição da População por Grupos Etários | Distribuição da População por Grupos Etários | Distribuição da População por Grupos Etários | Distribuição da População por Grupos Etários |
| -------------------------------------------- | -------------------------------------------- | -------------------------------------------- | -------------------------------------------- | -------------------------------------------- |
| Ano                                          | 0-14 Anos                                    | 15-24 Anos                                   | 25-64 Anos                                   | > 65 Anos                                    |
| 2001                                         | 80                                           | 66                                           | 240                                          | 124                                          |
| 2011                                         | 39                                           | 38                                           | 170                                          | 146                                          |
| 2021                                         | 27                                           | 30                                           | 186                                          | 177                                          |

## História
Nada nos permite saber da sua inquestionável antiguidade. Pelo contrário, tanto o nome da freguesia com as habitações com ainda a data da edificação da Igreja Paroquial (1545) dedicada ao Divino Espírito Santo, pudesse pensar que se trata de uma das povoações de nascimento mais recente do concelho, talvez logo a seguir a Lamosa e Lapa. Terá resultado a paróquia do desmembramento da de Santa Maria de Caria.
Alguns dos lugares da atual freguesia aparecem, já no século X, como fazendo parte da honra de Egas Moniz e de Mem Moniz, cujos descendentes fizeram doações à Ordem do Hospital (no século XIII).
Pertenceu sempre ao concelho de Caria, até que, depois da extinção deste em 1855, foi incorporada no (atual município) de Sernancelhe, com a mesma vila de Caria.
Por volta do ano de 1500, quando a sua população era ainda pouca e a povoação muito reduzida, foi seu donatário Álvaro da Costa, que fez crescer a sua população.
No século XVIII, aparece como vigararia da apresentação do Ordinário Diocesano, no termo de Vila da Rua ou Caria de Jusã.
Em meados do século XIX, o pároco de então anotou num dos livros do Registo Paroquial, conforme a referência do Abade Moreira, o seguinte: ”No dia 18 de Julho de 1858 achei um título pertencente à família dos S.res Paulinos, que mostra ter ido edificada a igreja paroquial, no ano de 1545, pelo donatário Álvaro da Costa e mulher Maria Rebelo, fidalgos moradores que foram neste lugar. Era nesse tempo Bispo de Lamego o Sr. D. Agostinho. E para constar fis esta lembrança. Carregal 18 de Julho de 1858. O Vigário collado José Teixeira Dias”
Não contente com a edificação da igreja, o donatário fundou na povoação uma Misericórdia, que dotou de rendas bastantes altas para subsídios a muitos pobres. Tal Misericórdia venceu mesmo as malhas que os liberais urdiram em torno das obras de benemerência eclesiástica.

## Património
- Mosteiro de Nossa Senhora da Assunção de Tabosa ou Convento de São Bernardo de Tabosa;
- Igreja Matriz do Divino Espírito Santo do Carregal;
- Capela de Santo Amaro;
- Capela de Santa Bárbara;
- Capela de Santo Estevão, em Fosca;
- Igreja da Sabosa;
- Capela de Nossa Senhora dos Remédios;
- Antiga Capela de São Brás.

## Naturais famosos
- Aquilino Ribeiro